# دنیای بزرگسالان
دنیای بزرگسالان (به انگلیسی: Adult World) فیلمی محصول سال ۲۰۱۳ و به کارگردانی اسکات کافی است. در این فیلم بازیگرانی همچون اما رابرتس، ایوان پیترز، جان کیوسک، آرماندو ریسکو، شنون وودوارد، رد برنی، کاترین لوید برنس، کریس ریگی، کلوریس لیچمن و جان کالم ایفای نقش کرده‌اند.